# Contrafacia francis
Contrafacia francis is een vlinder uit de familie van de Lycaenidae. De wetenschappelijke naam van de soort werd als Thecla francis in 1901 gepubliceerd door Weeks.

## Synoniemen
- Thecla theopina Giacomlli, 1917
- Thecla larseni Lathy, 1936